# Козареваць
Козареваць (хорв. Kozarevac) — населений пункт у Хорватії, у Копривницько-Крижевецькій жупанії у складі громади Клоштар-Подравський.

## Населення
Населення за даними перепису 2011 року становило 560 осіб.
Динаміка чисельності населення поселення: